# トルクステア
トルクステアは、自動車において左右の駆動輪での駆動トルクに差が生じて、ハンドルを切っていないのに車が曲がろうとする現象である。

## 概要
エンジンから左右の駆動輪までの構造および形状により、駆動力の伝わり方が左右で異なることにより発生する。左右のドライブシャフトの長さが違ったり、ユニバーサルジョイントに角度がついたりして、トルクの伝わり方に差がある自動車で、急激にアクセルを踏み込んだときに発生しやすい。高出力の横置きエンジンのFF車および横置きFFベースの4WD車において、構造上の問題から発生しやすく、横置きFF車登場時より「悪癖」とされる。このトルクステアを嫌い、ドライブトレーンをシンメトリカル（左右対称）にするため、アウディとスバルなどFF車でありながら縦置きエンジンのレイアウトにこだわり続けるメーカーも存在する。
近年では、トラクションコントロールやドライブ・バイ・ワイヤなどによる電子制御技術の向上などにより対策が講じられているので、あまり発生しなくなっているが、LSDの組み込まれたもの、高出力のエンジンを搭載したもの（例: マツダスピードアクセラ）やモータースポーツに使用されるFF車など、大きなパワーが車体にかかる場合では、現在に至ってもしばしば発生している。